# Antiche unità di misura del circondario di Bobbio

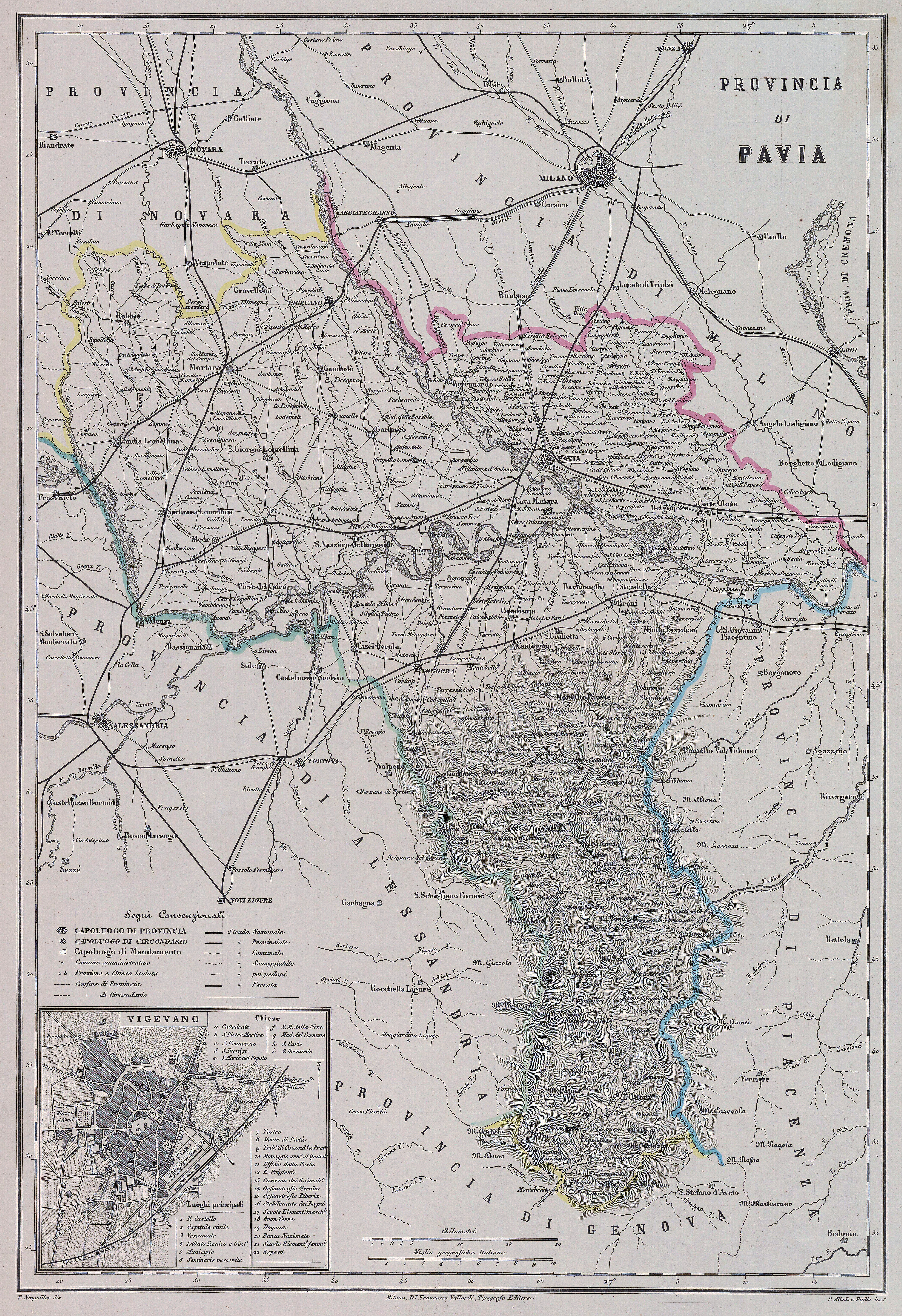
Mappa con indicazione dei confini del circondario di Bobbio nel 1868 circa

Sono qui riportate le conversioni tra le antiche unità di misura in uso nel circondario di Bobbio e il sistema metrico decimale, così come stabilite ufficialmente nel 1877.
Nonostante l'apparente precisione nelle tavole, in molti casi è necessario considerare che i campioni utilizzati (anche per le tavole di epoca napoleonica) erano di fattura approssimativa o discordanti tra loro.

## Misure di lunghezza
| Comuni                             | Denominazione            | Valore   | Unità |
| ---------------------------------- | ------------------------ | -------- | ----- |
| Tutti i comuni                     | Trabucco pavese          | 2,831725 | m     |
| Tutti i comuni                     | Trabucco milanese        | 2,611110 | m     |
| Mandamento di Bobbio               | Braccio pavese           | 0,629272 | m     |
| Mandamento di Bobbio               | Braccio milanese         | 0,594936 | m     |
| Mandamento di Bobbio               | Braccio bobbiese         | 0,677000 | m     |
| Mandamento di Ottone               | Palmo                    | 0,250000 | m     |
| Mandamenti di Varzi e Zavattarello | Braccio lungo di Tortona | 0,670000 | m     |
| Mandamenti di Varzi e Zavattarello | Braccio corto di Tortona | 0,528000 | m     |
| Mandamenti di Varzi e Zavattarello | Raso                     | 0,600137 | m     |

Il trabucco si divide in 6 piedi, il piede in 12 once, l'oncia in 12 punti, il punto in 12 atomi.
Il braccio pavese si divide in 16 once, il braccio milanese in 12 once.
Il trabucco ed il braccio di Pavia si usano come unità lineare nella misura dei legnami e dei muri. Il trabucco pavese fu sostituito al trabucco bobbiese al quale le tavole francesi assegnano il valore di metri 2,838, e che aveva egual divisione.
Il trabucco milanese ha servito di base per la formazione del catasto.
Per il mandamento di Ottone la misura per le stoffe è il metro, diviso in 4 palmi genovesi.
Nei mandamenti di Varzi e Zavattarello il trabucco pavese e il trabucco milanese servono di base alle misure agrarie.
Il braccio lungo, il braccio corto di Tortona, ed il raso di Piemonte si usavano per la misura delle stoffe.

## Misure di superficie
| Comuni                                      | Denominazione    | Valore   | Unità |
| ------------------------------------------- | ---------------- | -------- | ----- |
| Tutti i comuni meno il mandamento di Ottone | Pertica pavese   | 769,7918 | m²    |
| Tutti i comuni meno il mandamento di Ottone | Pertica milanese | 654,5179 | m²    |

La pertica pavese e la pertica milanese si dividono in 24 tavole. La tavola è di 4 trabucchi quadrati.
Nel mandamento di Ottone non si fa alcun uso di misure di superficie.

## Misure di volume
| Comuni                                    | Denominazione           | Valore    | Unità |
| ----------------------------------------- | ----------------------- | --------- | ----- |
| Mandamenti di Bobbio, Varzi, Zavattarello | Bacchetta               | 1892,221  | L     |
| Mandamenti di Bobbio, Varzi, Zavattarello | Tavola da legname       | 62,295    | L     |
| Mandamenti di Bobbio, Varzi, Zavattarello | Trabucco pavese da muro | 3784,441  | L     |
| Mandamento di Ottone                      | Palmo cubo              | 15,625000 | L     |

La bacchetta, misura per la legna da fuoco, usata particolarmente nel mandamento di Varzi, è rappresentata da un parallelepipedo rettangolo che ha per base un quadrato di mezzo trabucco pavese di lato, e per altezza un terzo di trabucco.
La tavola da legname che serve per la misura del legno da lavoro è rappresentata da un parallelepipedo rettangolo che ha un'oncia di altezza e per base un rettangolo lungo 4 braccia pavesi e largo un braccio.
Il trabucco pavese da muro, diviso in 6 piedi, è un parallelepipedo rettangolo che ha per base un trabucco pavese quadrato e per altezza un piede del trabucco medesimo. Anticamente si dava a questa unità di misura il nome di zitta; il piede di zitta ne era la sesta parte.
Nei mandamenti di Bobbio, Varzi e Zavattarello per la misura delle fabbriche si faceva uso anche del metro e si esprimeva in metri cubi il volume dei muri.
Il metro cubo era la misura usuale nel mandamento di Ottone, adoperato sulla base della divisione lineare di 4 palmi.

## Misure di capacità per gli aridi
| Comuni                                                                                          | Denominazione      | Valore  | Unità |
| ----------------------------------------------------------------------------------------------- | ------------------ | ------- | ----- |
| Bobbio, Corte Brugnatella                                                                       | Emina              | 18,6400 | L     |
| Mandamento di Ottone                                                                            | Emina              | 18,1600 | L     |
| Pregola, Varzi, Cella di Bobbio, Menconico, Pietra Gavina, Sagliano di Crenna, Santa Margherita | Emina              | 17,9700 | L     |
| Bagnaria, Romagnese, Val di Nizza, e mandamento di Zavattarello                                 | Emina pavese rasa  | 20,3772 | L     |
| Bagnaria, Romagnese, Val di Nizza, e mandamento di Zavattarello                                 | Emina pavese colma | 22,9244 | L     |
| Zavattarello, Trebecco, Ruino, Caminata                                                         | Emina              | 17,2200 | L     |

L'emina bobbiese si divide in 7 coppelli.
L'emina di Ottone detta anche quarta si divide in 2 quartali, il quartaro in 4 coppelli.
L'emina di Pregola e Varzi si divide in 8 coppi, il coppo in 2 gombette.
L'emina pavese rasa e l'emina pavese colma si dividono in 8 coppi. L'emina colma si ritiene corrispondere a 9 coppi del l'emina rasa.
L'emina piacentina usata in Zavattarello si divide in 7 coppelli.
Le emine e i coppi si adoperano in generale anche colme con rapporti diversi alle rase. Se ne fanno anche multipli sotto i nomi di sacco e di staio.

## Misure di capacità per i liquidi
| Comuni                                                              | Denominazione | Valore   | Unità |
| ------------------------------------------------------------------- | ------------- | -------- | ----- |
| Bobbio, Pregola, Corte Brugnatella                                  | Brenta        | 68,6880  | L     |
| Bobbio, Pregola, Corte Brugnatella                                  | Pinta         | 1,908000 | L     |
| Bagnaria e mandamento di Ottone                                     | Pinta         | 2,000000 | L     |
| Mandamento di Varzi, eccettuali i comuni di Bagnaria e Val di Nizza | Brenta        | 74,4195  | L     |
| Romagnese, Val di Nizza e mandamento di Zavattarello                | Brenta        | 71,4427  | L     |

La brenta di Bobbio si divide in 6 sesti, il sesto in 6 pinte, la pinta in 2 boccali. 4 sesti fanno uno staro; 2 sesti fanno un'emina.
Nel mandamento di Ottone non si usa alcuna misura effettiva per la vendita del vino all'ingrosso; questa vendita si fa a peso e si dà il nome di Brenta ad una quantità di vino del peso di 10 Rubbi, ossia di miriagrammi 7,91875. Assumendo il peso specifico del vino equivale a 0,994, la Brenta risulta equivalente a Litri 79,6655.
Per lo spaccio del vino al minuto si usa la pinta, che si divide in 2 boccali. Nel comune di Bagnaria si usa anche il boccale di Pavia.
La brenta usata nel mandamento di Varzi si divide in 100 boccali, il boccale si divide in 4 bicchieri, e corrisponde al boccale pavese.
La brenta di Pavia, usata in Romagnese, in Val di Nizza, e nel mandamento di Zavattarello, si divide in 48 pinte, la pinta in 2 boccali.

## Pesi
| Comuni         | Denominazione | Valore   | Unità |
| -------------- | ------------- | -------- | ----- |
| Tutti i comuni | Rubbo         | 7918,750 | g     |
| Tutti i comuni | Libbra        | 316,750  | g     |

Il rubbo, peso sottile di Genova, si divide in 25 libbre, la libbra in 12 once, l'oncia in 8 ottavi, l'ottavo o dramma in 3 denari, il denaro o scrupolo in 24 grani.
Sei rubbi fanno un cantaro, che si divide anche in 100 rotoli di una libbra e mezza ciascuno.
La libbra mercantile serve pure per gli usi medicinali.
Gli orefici usano il marco di Piemonte eguale a grammi 245,920.